# Lijst van burgemeesters van Gaasterland
Dit is een lijst van burgemeesters van de voormalige Nederlandse gemeente Gaasterland in de provincie Friesland tot 1 januari 1984. Op deze datum werden de voormalige gemeenten Gaasterland, Sloten en een klein deel van Hemelumer Oldeferd met de dorpen Elahuizen, Kolderwolde en Oudega samengevoegd tot de nieuwe gemeente, die aanvankelijk Gaasterland heette, maar waarvan de naam in 1985 gewijzigd werd in Gaasterland-Sloten (officieel: Gaasterlân-Sleat).
| Ambtsperiode | Naam burgemeester                                  | Partij of stroming | Bijzonderheden                                     |
| ------------ | -------------------------------------------------- | ------------------ | -------------------------------------------------- |
| 1851 - 1853  | jhr. Gerard Regnier Gerlacius van Swinderen        |                    | al van 1835 grietman van Gaasterland               |
| 1853 - 1857  | W. van Nauta Lemke                                 |                    | was burgemeester van Sloten (F)                    |
| 1857 - 1863  | jhr. Gerard Regnier Gerlacius van Swinderen        |                    |                                                    |
| 1863 - 1902  | jhr.mr. Jan Hendrik Frans Karel van Swinderen      |                    | zoon van zijn voorganger                           |
| 1902 - 1934  | Harmannus Gaaikema                                 |                    | was burgemeester van Aduard                        |
| 1934 - 1964  | G.W.C.D. baron thoe Schwarzenberg en Hohenlandberg | CHU                |                                                    |
| 1945         | Siemen de Jong                                     |                    | waarnemend, commandant Binnenlandse Strijdkrachten |
| 1945 - 1946  | H.B. van der Goot                                  |                    | waarnemend, oud-wethouder                          |
| 1964 - 1983  | Hector Livius Sixma baron van Heemstra             |                    |                                                    |